# Z-тест
Z-тест (z-критерий Фишера) — класс методов статистической проверки гипотез (статистических критериев), основанных на нормальном распределении. Обычно применяется для проверки равенства средних значений при известной дисперсии генеральной совокупности или при оценке выборочного среднего стандартизованных значений. Z-статистика вычисляется как отношение разницы между случайной величиной и математическим ожиданием к стандартной ошибке этой случайной величины:
{\displaystyle z={\frac {{\overline {X}}-\,m}{\mathrm {SE} }}}
где {\displaystyle {\overline {X}}} — случайная величина выборочного среднего, {\displaystyle m} — значение математического ожидания, {\displaystyle SE} — стандартная ошибка этой величины.

## Методика применения
Для применения данного критерия необходимо, чтобы исходные данные имели нормальное распределение и была известна дисперсия генеральной совокупности. Z-тест применяется при проверке нулевой гипотезы о том, что математическое ожидание случайной величины равно некоторому значению {\displaystyle m}: {\displaystyle H_{0}:M_{x}=m}. Исходя из принципа независимости наблюдения, дисперсия выборочного среднего определяется как {\displaystyle V({\overline {X}})=\sigma ^{2}/n}. Тогда значение z-статистики вычисляется по формуле
{\displaystyle z_{\overline {X}}={\frac {{\overline {X}}-\,m_{H_{o}}}{\mathrm {\sigma /{\sqrt {n}}} }}}
где {\displaystyle \sigma } — известная величина стандартного отклонения генеральной совокупности и {\displaystyle {n}} — объём выборки.
При превышении критического значения {\displaystyle z_{\overline {X}}} (например, {\displaystyle z_{\overline {X}}} < −1.96 или {\displaystyle z_{\overline {X}}} > 1.96 при уровне значимости 5 %), нулевая гипотеза отвергается и величина случайного значения считается статистически значимой.